# Межлаук, Валерий Иванович
Вале́рий Ива́нович Межла́ук (латыш. Valērijs Mežlauks; 7 февраля 1893, Харьков — 29 июля 1938, Москва) — советский партийный и государственный деятель. Заместитель Председателя СНК СССР, председатель Госплана СССР. Известен также своими карикатурными рисунками, сделанными во время различных заседаний. Расстрелян в 1938 году, реабилитирован посмертно.

## Биография
Родился в Харькове в семье Ивана Мартиновича Межлаука (Мешлаука), учителя-латыша и матери-немки — Розы Морицевны, урожд. Шиллер, владевшей двумя доходными домами по нынешней Максимилиановской улице. Отец в ранге статского советника перед революцией был директором Новохопёрской мужской гимназии и преподавал там же латынь. В 1907 году вступил в РСДРП.

### Образование
Окончил Харьковский университет
1914 — историко-филологический факультет
1917 — юридический факультет (экстерном)

### Биография
В 1913—1916 гг. — преподаватель, магистр Харьковского университета.
С октября 1916 г. — вольноопределяющийся Российской Армии.
С марта 1917 года член, затем председатель агитационной комиссии Харьковского совета.
В июне 1917 г. вступил в РСДРП(б). Депутат Харьковского совета. В октябре 1917 года член Харьковского военно-революционного комитета и штаба по борьбе с контрреволюцией.
В феврале-апреле 1918 года нарком финансов Донецко-Криворожской республики, член Донецкого обкома РКП(б). Когда Красная армия оставила территорию республики, вывез ценности Госбанка Украины из Харькова в Москву.
В мае-июне 1918 года заместитель председателя ликвидационной комиссии советских войск Юга России. В конце 1918 года входил в Реввоенсоветы (РВС) 5 и 10 армий. В январе-июне 1919 года нарком и заместитель наркома по военным делам Украины, позже член РВС различных армий. С января 1920 года член РВС 2-й Трудовой железнодорожной армии в Воронеже.
С 1920 года комиссар разных железных дорог. В 1921—1922 — заместитель Главного комиссара Народного комиссариата путей сообщения СССР (Ф. Э. Дзержинского), комиссар Центрального железнодорожного управления. В 1922—1924 — член Коллегии, управляющий делами Наркомата путей сообщения РСФСР — СССР. В 1924—1928 — член Президиума, в 1928—1931 заместитель председателя ВСНХ СССР. Одновременно с 1924 заместитель председателя, в 1926—1928 председатель Главметалла ВСНХ.
В 1929 году был с визитом в США, подписал контракт с Фордом на строительство Горьковского автозавода.
С ноября 1931 года первый заместитель Председателя, с 25 апреля 1934 по 25 февраля 1937 и с 17 октября по 1 декабря 1937 года Председатель Госплана СССР и заместитель председателя Совета народных комиссаров СССР, а в 1934—37 также и заместитель председателя Совета труда и обороны.
Один из главных теоретиков и организаторов системы советского планирования и распределения, автор книги «О плановой работе и мерах её улучшения». Под его руководством проводилась индустриализация в СССР.

### Партийная и общественная жизнь
С 1927 кандидат в члены, с 1934 член ЦК ВКП(б). На XV съезде ВКП(б), XVI съезде ВКП(б), XVII съезде ВКП(б) избирался кандидатом в члены ЦК ВКП(б). Член ЦИК СССР 4 — 7 созывов.
Участвовал в разработке планов I, II и III пятилеток, в создании и развитии производственной базы авиационной и танковой промышленности.
Ответственный редактор газеты «За индустриализацию».
По мнению Н. С. Хрущёва:
«Межлаук, крупнейший экономист и организатор. Он возглавлял Госплан. Я считаю, что из председателей Госплана он был лучшим после Куйбышева».
О позитивной роли В. И. Межлаука в судьбе библиотеки Царскосельского лицея см. С. Шумихин «Странная судьба библиотеки Царскосельского Лицея».
С февраля 1937 года нарком тяжелой промышленности СССР, в августе- сентябре 1937 г. нарком машиностроения СССР. Проживал : г. Москва, ул. А. Серафимовича, д. 2 (Дом правительства), кв. 227.

### Арест, обвинения и гибель
В 1937 году органами НКВД СССР обвинялся в «контактах с германским правительством, участии с 1925 года в группировке „правых“ и в руководстве латышским контрреволюционным подпольем». Выведен из состава членов ЦК ВКП(б) опросом.
2 декабря 1937 года арестован (вместе с женой Чарной Марковной). Внесен в сталинский расстрельный список «Москва-центр» от 19 апреля 1938 г. («за» 1-ю категорию Сталин, Молотов, Каганович, Жданов), затем в СРС «Москва-центр» от 26 июля 1938 года («за» 1-ю категорию Сталин, Молотов).
28 июля 1938 года Военной коллегией Верховного суда СССР приговорён к высшей мере наказания по обвинению по ст.ст. 58-1 «а», 58-8-11 («измена Родине», «подрыв советской промышленности», «руководство латышской контрреволюционной террористической организацией»). Расстрелян в ночь на 29 июля 1938 года вместе с рядом руководящих и ответственных сотрудников аппарата ЦК ВКП(б), Коминтерна, КСК, Политуправления РККА и командующих ВО (в том числе Н. К. Антиповым и Я. Э. Рудзутаком). Место захоронения — полигон НКВД «Коммунарка».
Реабилитирован посмертно 17 марта 1956 года ВКВС СССР.

## Семья
- Брат — Межлаук Иван Иванович — был арестован через 2 дня после ареста брата, также был внесен в сталинский расстрельный список «Москва-центр», 25 апреля 1938 г. приговорён к смертной казни и расстрелян в тот же день.[11]. Захоронен также в «Коммунарке». Через две недели после ареста братьев арестован и третий брат, Валентин Иванович, руководивший строительством электростанции в Ростовской области[12]. По ряду данных покончил с собой. В 1956 году оба брата были реабилитированы посмертно.
- Брат — Мартын (1895—1918), был расстрелян частями Белой армии после взятия Казани.
- Брат — Корнелий Межлаук (1905—1952), на момент ареста старших братьев работал в Казахстане, в 1938 году написал в партком заявление, где говорилось, что «поскольку братья не оправдали высокого доверия, оказанного им партией, для меня они больше не существуют». Похоронен на Новодевичьем кладбище.

- Жена (1-й брак) — Софья Петровна Межлаук (1900—1938), репрессирована, умерла на Колыме. Этапирована вместе с другими женщинами-зеками на Колыму на пароходе «Джурма», что отмечено в книге «Крутой маршрут» Евгении Гинзбург[13].
  - Дочь Алла (1920—1936) погибла 1 июля 1936 года в результате несчастного случая: попала под поезд на станции Красково. Похоронена на Новодевичьем кладбище[14].
- Жена (2-й брак) — Екатерина Михайловна Межлаук
- Жена (3-й брак, с 1932 г.) — Чарна Марковна Межлаук (Маерс-Михайлова) (1902, Тюмень—1941). На момент ареста — секретарь наркома легкой промышленности СССР, была арестована в один день с мужем, 2 декабря 1937 года. 8 июля 1941 года приговорена к ВМН ВКВС СССР по обвинению в «участии в контрреволюционной террористической организации»[15]. Расстреляна 16 октября 1941 г. вместе с женами М. Н. Тухачевского и И. П. Уборевича в большой группе осужденных ВКВС СССР и Вт. Место захоронения — спецобъект НКВД «Коммунарка». Реабилитирована посмертно 6 октября 1956 г. ВКВС СССР.[16]

### Награды
- Орден Ленина
- Орден Красного Знамени